# إيه سي ميلان موسم 2000–01
كان موسم 2000–01 سيئًا بالنسبة رابطة ميلان لكرة القدم، حيث أنهى الموسم في المركز السادس في الدوري الإيطالي برصيد 49 نقطة، ولم ينقذهم من الإذلال الكامل سوى اللمسة التهديفية للمهاجم الأوكراني أندري شيفتشينكو (24 هدفًا في الدوري و34 في جميع المسابقات).
في دوري الأبطال، بدأ ميلان بشكل مشرق، حيث تصدر مجموعته بعد بعض العروض المقنعة، بما في ذلك الفوز 0–2 في كامب نو ضد برشلونة؛ ومع ذلك، فقد تم إقصاؤهم في نهاية المطاف في مرحلة المجموعات الثانية عندما تمكنوا فقط من تحقيق التعادل (بينما كانوا بحاجة إلى الفوز) في المباراة الأخيرة للمجموعة ضد بطل إسبانيا ديبورتيفو لاكورونيا. مع اقتراب نهائي دوري أبطال أوروبا 2001 من نهايته في سان سيرو، كانت خيبة الأمل هائلة، مما أدى إلى إقالة مدربهم الفائز باللقب 1998–99 ألبرتو زاكيروني في 14 مارس 2001، بعد يوم واحد من التعادل مع ديبورتيفو، مع تعيين سيلفيو برلسكوني أسطورة ميلان تشيزاري مالديني كمدرب مؤقت حتى نهاية الموسم.
تضمنت فترة تدريب تشيزاري مالديني القصيرة كمدرب مؤقت فوزًا ساحقًا لا يُنسى بنتيجة 0–6 على غريمه التقليدي إنتر ميلان، وكان هذا الفوز بمثابة ذروة موسم 2000–01 بالنسبة لميلان.